# Felix Dudchievicz
Felix Dudchievicz (Dudkiewicz, Dudkevici) (n. 1872, Lublin- d. 25 mai 1932, Varșovia) a fost deputat în Sfatul Țării, reprezentant al minorității poloneze, originar din Lublin.

## Biografie
Felix Dudkiewicz (Dudchevici) a avut mandat de deputat "Sfatul Țării" între 21 noiembrie 1917 și 7 mai 1918. A fost ales din partea Comitetului Național al polonezilor din Basarabia. A activat în cadrul comisiilor:
- Școlară
- de Mandate
- de Declarații și statute
- Administrativă
- de arbitraj
- I-a agrară

La 27 martie 1918 a votat unirea Basarabiei cu România, rămând celebru prin cuvântarea lui:
„Regret mult că în această zi solemnă pentru Republica Moldovenească eu trebuie să vorbesc în limba rusă, care a fost simbolul împilării atât a națiunii moldovenești cât și a celei poloneze. Limba moldovenească n-o cunosc eu, iar pe cea poloneză nu o vor înțelege moldovenii.
În această zi măreață, eu salut călduros nefericitul și în același timp fericitul popor moldovenesc înfrățit, care în sfârșit poate să se unească cu poporul românesc legat prin sânge.
În numele poporului polonez susțin, în întregime, unirea Basarabiei cu România, cum aceasta o doresc și moldovenii, locuitorii băștinași ai acestei țări.”
După Unire a activat în Consulatul Poloniei în România cu sediul la Chișinău.

## Legături externe
- [http://wybitni.staszic.eu.org/index.php?id=128&l=D%5Bnefuncțională%5D Feliks Dudkiewicz]